# 九龍巴士208線
九龍巴士208線是香港九龍的一條日間巴士路線，來往廣播道及尖沙咀東。
本線目前為九巴在1970年代中起開辦的眾多豪華巴士路線（曾以黃底紅字標示）中碩果僅存的一條；其餘同類路線早已停駛，或被其他公共交通取代。

## 歷史
- 1975年2月17日：投入服務，當時來往廣播道及尖沙咀碼頭。
- 1978年10月2日：路線總站由尖沙咀碼頭遷往尖沙咀力寶太陽廣場現址。
- 1979年2月25日：路線增設假日服務。
- 1985年9月28日：路線總站遷往尖沙咀東。
- 1988年2月15日：路線改派24座位豐田Coaster空調巴士行走，取代年事已高的亞比安豪華巴士，當時該批行走本線的巴士更設有高背座位，以提高服務質素。由於空調巴士不像今日普及，收費標準屬豪華巴士級別，收費達$4.5，與非空調巴士的車費相差超過1倍，自然不太受歡迎，認為是上等人士的專利品，後來空調巴士愈來愈受歡迎，而本路線收費標準已經不合時宜，因此除了全程收費由$4.5加價2次至現時的$7外，此後每次九巴調整收費時，本路線一直沒有改動全程收費。及至空調巴士日漸普及，客量開始上升，便改用35座位三菱（AM）行走及延長服務時間。
- 1992年1月1日：路線於尖沙咀東總站因興建商業大廈而關閉，本線總站遷往梳士巴利道近帝國中心。
- 1994年3月27日：路線改為循環運作。
- 1995年11月5日：因康宏廣場落成，路線遷回康宏廣場地下的尖沙咀東總站，並取消循環運作。
- 2001年10月21日：因尖沙咀碼頭行人路工程，來回程不再繞經尖沙咀碼頭巴士總站。
- 2015年6月27日：增設到站時間預報。[1]
- 2022年7月31日：提早星期一至六的尾班車開出時間，廣播道開21:00，尖沙咀東開22:00[2]。

## 服務時間及班次
| 廣播道開         | 廣播道開   | 廣播道開   | 廣播道開   | 廣播道開   | 廣播道開   | 廣播道開   |
| 星期一至六       | 星期一至六 | 星期一至六 | 星期一至六 | 星期一至六 | 星期一至六 | 星期一至六 |
| ---------------- | ---------- | ---------- | ---------- | ---------- | ---------- | ---------- |
| 05:40            | 06:10      | 06:40      | 07:10      | 07:40      | 08:10      | 08:40      |
| 09:10            | 09:40      | 10:10      | 10:40      | 11:10      | 11:40      | 12:10      |
| 12:40            | 13:10      | 13:40      | 14:10      | 14:40      | 15:10      | 15:40      |
| 16:10            | 16:40      | 17:10      | 17:40      | 18:10      | 18:40      | 19:10      |
| 19:40            | 20:10      | 20:35      | 21:00      |            |            |            |
| 星期日及公眾假期 |            |            |            |            |            |            |
| 09:00            | 09:30      | 10:00      | 10:30      | 11:00      | 11:30      | 12:00      |
| 12:30            | 13:00      | 13:30      | 14:00      | 14:30      | 15:00      | 15:30      |
| 16:00            | 16:30      | 17:00      | 17:30      | 18:00      | 18:30      | 19:00      |

| 尖沙咀東開       | 尖沙咀東開 | 尖沙咀東開 | 尖沙咀東開 | 尖沙咀東開 | 尖沙咀東開 | 尖沙咀東開 |
| 星期一至六       | 星期一至六 | 星期一至六 | 星期一至六 | 星期一至六 | 星期一至六 | 星期一至六 |
| ---------------- | ---------- | ---------- | ---------- | ---------- | ---------- | ---------- |
| 06:20            | 06:45      | 07:15      | 07:45      | 08:15      | 08:45      | 09:15      |
| 09:45            | 10:15      | 10:45      | 11:15      | 11:45      | 12:15      | 12:45      |
| 13:15            | 13:45      | 14:15      | 14:45      | 15:15      | 15:45      | 16:15      |
| 16:45            | 17:15      | 17:45      | 18:15      | 18:45      | 19:15      | 19:45      |
| 20:15            | 20:45      | 21:10      | 21:35      | 22:00      |            |            |
| 星期日及公眾假期 |            |            |            |            |            |            |
| 09:40            | 10:05      | 10:30      | 11:00      | 11:30      | 12:00      | 12:30      |
| 13:00            | 13:30      | 14:00      | 14:30      | 15:00      | 15:30      | 16:00      |
| 16:30            | 17:00      | 17:30      | 18:00      | 18:30      | 19:05      | 19:40      |

## 收費
全程：$8.9
- 萬基大廈往尖沙咀東／九龍維景酒店往廣播道：$5.6

| - 本線設有12歲以下小童及65歲或以上長者半價優惠。 - 65歲或以上香港居民使用「樂悠咭」，以及12歲以下合資格殘疾兒童使用「殘疾人士身份」個人八達通繳付車資，均可享有每程$2.0或半價（以較低者為準）的票價優惠；12至64歲合資格殘疾人士使用「殘疾人士身份」個人八達通（包括「樂悠咭」），以及60至64歲香港居民使用「樂悠咭」繳付車資，均可享有每程$2.0或全費（以較低者為準）的票價優惠。 - 65歲或以上長者如使用長者或一般個人八達通繳付車資，則只可享有半價優惠；12至64歲合資格殘疾人士如不使用「殘疾人士身份」個人八達通，以及60至64歲人士如不使用「樂悠咭」繳付車資，必須繳付全費。 - 乘客可以現金或八達通於上車時付款，不設找續。 - 每位成人乘客可免費攜帶最多兩名4歲以下而不佔座位的兒童乘客乘車，超額之4歲以下小童必須繳付小童車費乘車。 - 持有「九巴月票」之乘客在車票有效期內，每日可享最多10程任何九龍巴士及龍運巴士路線（包括本路線，以及聯營路線的九龍巴士／龍運巴士提供的班次；惟乘搭機場「A」及「NA」線則可享原價二七折優惠（不會計算每天10次合資格車程））；而B1線則每日可享最多各2程（不會計算每天10次合資格車程）。 - 九龍巴士、城巴、龍運巴士及陽光巴士全職員工及家屬（不包括外判職員）可免費乘搭本路線，惟必須拍職員或職員家屬八達通。 - 乘客亦可透過多元化電子支付系統（e度嘟）繳付車資，包括使用非接觸式VISA卡、JCB卡、萬事達卡、銀聯卡、美國運通、大來國際、Discover Card、Apple Pay、Google Pay、Samsung Pay、AlipayHK「易乘碼」、支付寶、WeChatHK／微信支付「搭車碼」、銀聯雲閃付「乘車碼」及BOC Pay「乘車碼」。乘客使用此付款方式，使用此支付方式的乘客可享有中途下車之分段收費，以及與其他九巴／龍運獨營路線或聯營線九巴／龍運班次之轉乘優惠，惟不適用於與非九巴／龍運路線之轉乘優惠，亦不能享有「公共交通費用補貼計劃」及「長者及合資格殘疾人士公共交通票價優惠計劃」。 |

### 八達通轉乘優惠
乘客登上本線後150分鐘內以同一張八達通卡轉乘以下路線，或從以下路線登車後150分鐘內以同一張八達通卡轉乘本線，次程可獲$4.9折扣優惠：
- 208往尖沙咀東 → 7往尖沙咀碼頭
- 7往樂富 → 208往廣播道

## 使用車輛
本線在1970年代開辦初期，採用亞比安EVK55CL豪華巴士行駛（這些「豪華」巴士只設有高背座椅，沒有空調設備），到了1980年代末期，本線改派豐田Coaster空調巴士行走，取代年事已高的亞比安豪華巴士，當時該批行走本線的巴士更設有高背座位，以提高服務質素。1990年代初，空調巴士日漸普及，客量開始上升，便改用三菱單層巴士（AM）行走。近年，隨著三菱單層巴士年事已高需要退役，因此本線部份車隊改為採用丹尼士飛鏢（AA）行駛。由2010年5月16日起，本路線更增派低地台巴士行駛。由2010年6月13日起，本路線引入一輛斯堪尼亞K230UB 10.6米單層低地台空調巴士（ASB16／NV7147），取代一輛丹尼士飛鏢（AA38／GF7823）。由2011年9月22日起，本路線引入一輛亞歷山大丹尼士Enviro 200 Dart 10.4米單層低地台空調巴士（AAU），取代三菱MK217J單層空調巴士（GJ3563／AM181）。
本線受伯爵街左轉太子道西路面環境影響，因而祇能使用長度10.6米或以下的雙層巴士行走，現時本線使用3輛斯堪尼亞K230UB 10.6米單層低地台空調巴士（ASB）及3輛Enviro 200 Dart 10.4米（AAS），均屬荔枝角車廠。
| 車隊編號 | 車牌   |
| -------- | ------ |
| ASB1     | NT8619 |
| ASB2     | NU5921 |
| ASB11    | NV4580 |
| AAS2     | SE5580 |
| AAS4     | SE8351 |
| AAS7     | SE8539 |

## 行車路線

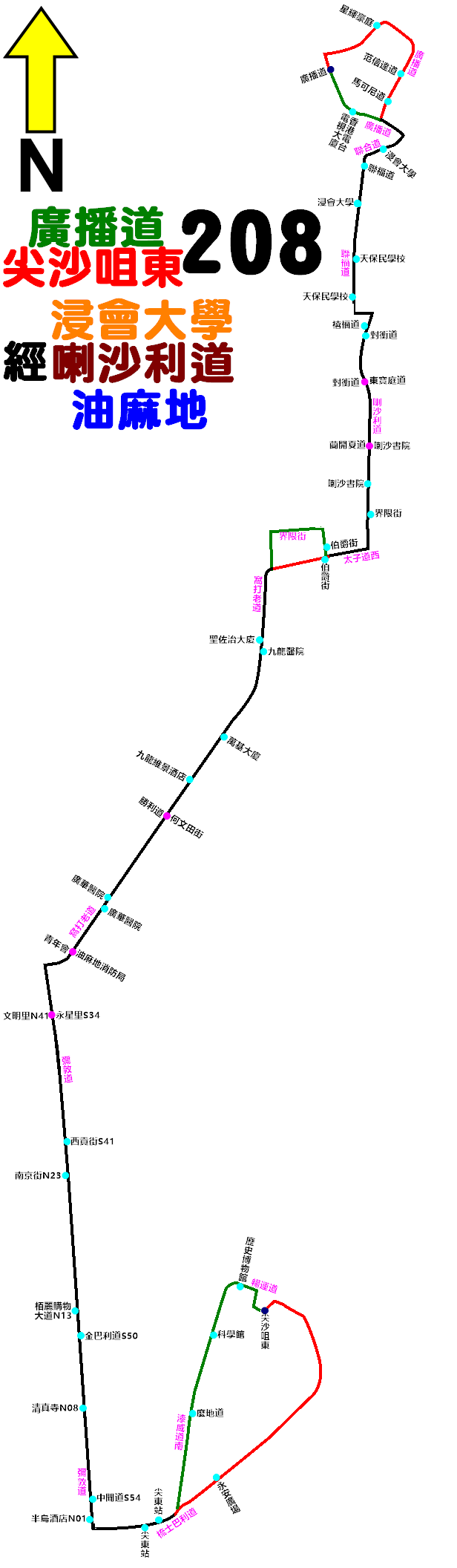
208線的走線圖

廣播道開經：廣播道、聯合道、聯福道、禧福道、喇沙利道、太子道西、窩打老道、彌敦道、梳士巴利道、康莊道及康達徑。
尖沙咀東開經：科學館道、暢運道、漆咸道南、梳士巴利道、彌敦道、窩打老道、界限街、伯爵街、太子道西、喇沙利道、禧福道、聯福道、聯合道及廣播道。

### 沿線車站
| 廣播道開 | 廣播道開         | 廣播道開         | 尖沙咀東開 | 尖沙咀東開          | 尖沙咀東開       |
| 序號     | 車站名稱         | 位置             | 序號       | 車站名稱            | 位置             |
| -------- | ---------------- | ---------------- | ---------- | ------------------- | ---------------- |
| 1        | 廣播道巴士總站   | 廣播道巴士總站   | 1          | 尖沙咀東巴士總站    | 尖沙咀東巴士總站 |
| 2        | 星輝豪庭         | 廣播道           | 2          | 香港歷史博物館      | 暢運道           |
| 3        | 范信達道         | 廣播道           | 3          | 香港科學館          | 漆咸道南         |
| 4        | 馬可尼道         | 廣播道           | 4          | 麼地道              | 漆咸道南         |
| 5        | 香港浸會大學     | 聯合道           | 5          | 尖東站              | 梳士巴利道       |
| 6        | 聯福道           | 聯福道           | 6          | 中間道（N3）        | 彌敦道           |
| 7        | 天保民學校       | 聯福道           | 7          | 九龍清真寺（N8）    | 彌敦道           |
| 8        | 對衡道           | 喇沙利道         | 8          | 栢麗購物大道（N13） | 彌敦道           |
| 9        | 東寶庭道         | 喇沙利道         | 9          | 南京街（N23）       | 彌敦道           |
| 10       | 喇沙書院         | 喇沙利道         | 10         | （N41）             | 彌敦道           |
| 11       | 界限街           | 喇沙利道         | 11         | 青年會              | 窩打老道         |
| 12       | 伯爵街           | 太子道西         | 12         | 廣華醫院            | 窩打老道         |
| 13       | 九龍醫院         | 窩打老道         | 13         | 勝利道              | 窩打老道         |
| 14       | 萬基大廈         | 窩打老道         | 14         | 九龍維景酒店        | 窩打老道         |
| 15       | 何文田街         | 窩打老道         | 15         | 聖佐治大廈          | 窩打老道         |
| 16       | 廣華醫院         | 窩打老道         | 16         | 伯爵街              | 伯爵街           |
| 17       | 油麻地消防局     | 窩打老道         | 17         | 喇沙書院            | 喇沙利道         |
| 18       | 永星里（S34）    | 彌敦道           | 18         | 蘭開夏道            | 喇沙利道         |
| 19       | 西貢街（S41）    | 彌敦道           | 19         | 對衡道              | 喇沙利道         |
| 20       | 金巴利道（S50）  | 彌敦道           | 20         | 禧福道              | 喇沙利道         |
| 21       | 中間道（S54）    | 彌敦道           | 21         | 天保民學校          | 聯福道           |
| 22       | 尖東站           | 梳士巴利道       | 22         | 香港浸會大學        | 聯福道           |
| 23       | 永安廣場         | 梳士巴利道       | 23         | 香港電台電視大廈    | 廣播道           |
| 24       | 尖沙咀東巴士總站 | 尖沙咀東巴士總站 | 24         | 廣播道巴士總站      | 廣播道巴士總站   |

## 客量

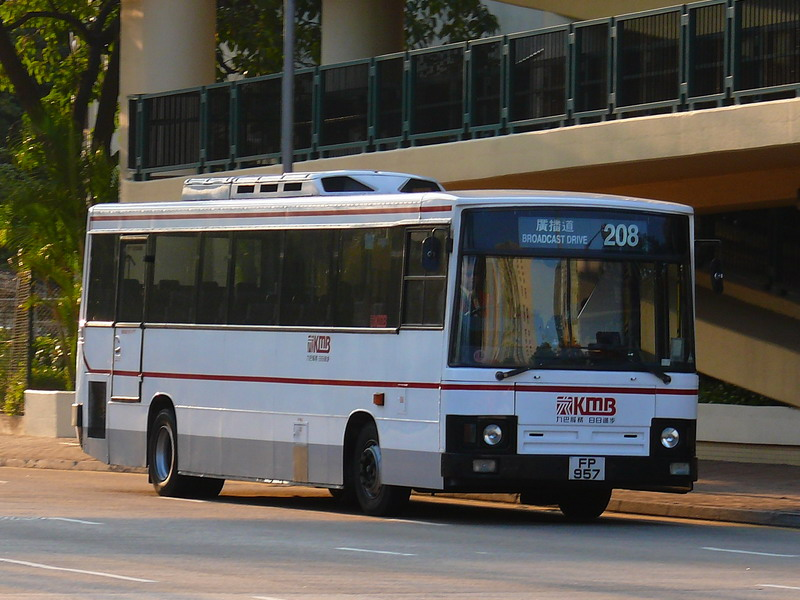
行走208線的丹尼士飛鏢型

由於本線沿線主要為高尚住宅區，不少居民均為有車階級，因此本身需求不算大，但基於本線歷史悠久，本線主要客源均為熟客，本身收貴高昂及受到港鐵競爭，沿線有不少專線小巴接駁港鐵，因此客量只屬一般。
另外，由於本線途經九龍塘學校區，而單向分段收費與2D、10相近，學生乘客亦佔有一定比例。
在《2010-2011年巴士路線發展計劃中》，建議本路線縮短路線至油麻地站（永星里），並改為循環運作，並提供多線巴士轉乘優惠。根據相關立法會文件，運輸署認為該改動應盡快實行。
在《2015-2016年巴士路線計劃中》，建議本線取消服務由小巴轉7巴士取代。

## 相關事件
著名虛擬YouTuber潤羽露西婭的香港粉絲為了慶祝露西婭生日（1月22日），在208巴士 (ASB1/ NT8619) 上貼上露西婭生日的廣告，由香港同人畫家若凌繪製此廣告。

## 外部連結
- 九巴208線官方網站路線資料 （页面存档备份，存于）
- KMB Air-conditioned Route 九巴空調路線－208線 （页面存档备份，存于）